# Kaple (Fojtka)
Kaple ve Fojtce je drobná sakrální stavba kombinovaná s obecní zvoničkou z roku 1864, která je situována ve střední části obce, jižně od komunikace vedoucí do Mníšku.

## Architektura
Kaple má čtvercovou základnu vyzděnou ze žulových kvádrů. Na tuto základnu dosedá trámová konstrukce zvonice v podobě komolého jehlanu. Zděnou základnu s hladkými omítkami zakončuje jednoduchá korunní římsa. V severozápadním průčelí je vstup umístěný v pravoúhlém žulovém ostění s nadpražním osvětlovacím malým oknem. Nové dvoukřídlé dveře se skleněnou výplní chrání kovaná mříž. Na zděnou část navazuje dřvěná konstrukce čtvercového půdorysu ve spodní části rozšířená přesahem s námětky. Konstrukci kryje do dvou třetin výšky svislé bednění pobité břidlicí. K silnici směřuje severovýchodní průčelí kaple. Na něm vytváří břidlicová krytina stylizovaný obrazec v podobě kříže na pahorku. Otevřený prostor na vrcholu zvonice, který je určený k zavěšení zvonu, kryje kuželovitá střecha. Původní zvon o průměru 47 cm a váze 55,5 kg byl sňat 11. prosince 1917 pro válečné účely. Další nový zvon z roku 1923 byl použit na potřeby II. světové války. Na samém vrchu střechy je umístěn vysoký kříž.